# Benedetto Croce
Benedetto Croce (n. 25 februarie 1866, Pescasseroli, Abruzzo, Italia – d. 20 noiembrie 1952, Napoli, Italia) a fost un critic italian, filozof idealist și politician. A scris numeroase lucrări de filozofia istoriei și de estetică. A avut o influență notabilă asupra lui Antonio Gramsci.

## Biografie
Croce nu a posedat o diplomă universitară, pregătirea lui este în mare parte aceea a unui autodidact. La 17 ani, după pierderea părinților săi în cutremurul de la Casamicciola, îndrumat de unchiul său, urmează câteva cursuri ale Facultății de Drept, pe care însă nu o absolvă. Timp de șase ani, între 1886-1892 călătorește în țările de mare cultură.
În 1892 se stabilește la Neapole unde își va petrece întreaga viața. A deținut funcții publice de două ori: în 1920-1921 a fost ministru al învățământului și în 1944, după înlăturarea regimului mussolinian, când a participat la formarea primului guvern de coaliție. Primele scrieri ale lui Croce privesc istoria Regatului celor Două Sicilii. La 21 de ani scrie prima sa operă de amploare, La rivoluzione napoletana del 1799. Se dedică filosofiei. În 1903, împreună cu Giovanni Gentile întemeiază o revistă care cuprinde studii asupra literaturii italiene contemporane, La Critica. La aproape 40 de ani scrie principala sa operă, Estetica.

## Selecție din lucrări
- L'Estetica come scienza dell'espressione e linguistica generale (Estetica privită ca știință a expresiei și lingvistică generală), 1902
- Logica come scienza del concetto puro (Logica privită ca știință a conceptului pur), 1909
- Filosofia della practica (Filosofia practicii), 1909
- Breviario di estetica (Breviarul de estetică), 1913
- Teoria e storia della storiografia, 1917
- La poesia, 1936